# 羽前長崎駅

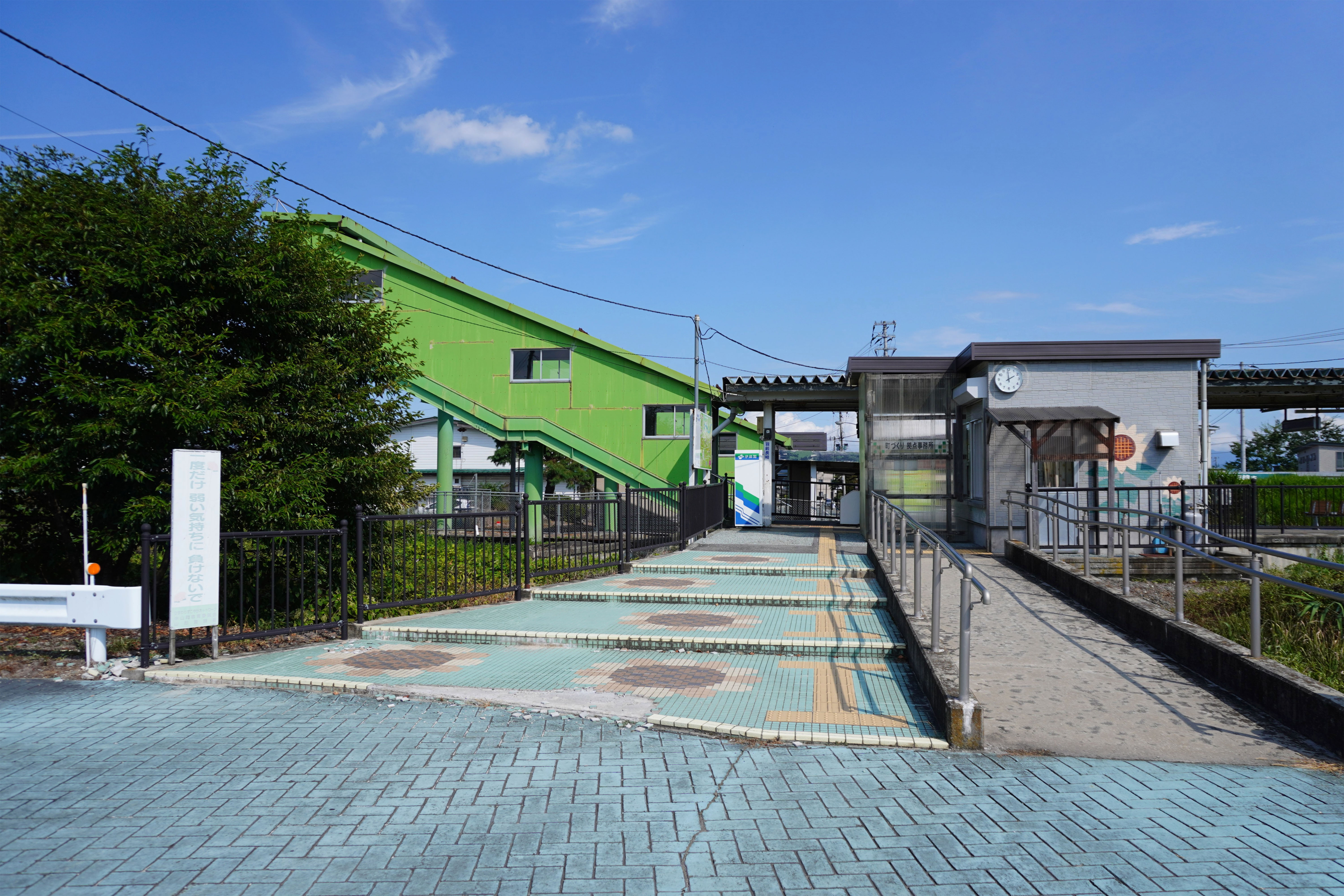
西口（2023年9月）

羽前長崎駅（うぜんながさきえき）は、山形県東村山郡中山町長崎にある、東日本旅客鉄道（JR東日本）左沢線の駅である。

## 歴史
- 1921年（大正10年）
  - 7月20日：終着駅として開業[2][3]。
  - 12月21日：寒河江駅まで延伸にともない、途中駅になる[3]。
- 1980年（昭和55年）3月21日：貨物の取り扱いを廃止[2]。
- 1982年（昭和57年）3月8日：荷物の扱いを廃止[4]。駅員無配置駅となり[5]、簡易委託化[3]。
- 1987年（昭和62年）4月1日：国鉄分割民営化により、JR東日本の駅となる[2]。
- 2001年（平成13年）7月2日：寒河江駅の移転工事に伴い、当駅 - 左沢間で運休およびバス代行運転開始[3]。一時的に終着駅となる[3]。
- 2002年（平成14年）2月16日：当駅 - 左沢間の運転を再開[3][6]。同時に交換施設を撤去し、棒線化。
- 2024年（令和6年）
  - 3月16日：ICカード「Suica」の利用が可能となる[7][8]。
  - 10月1日：えきねっとQチケのサービスを開始[1][9]。

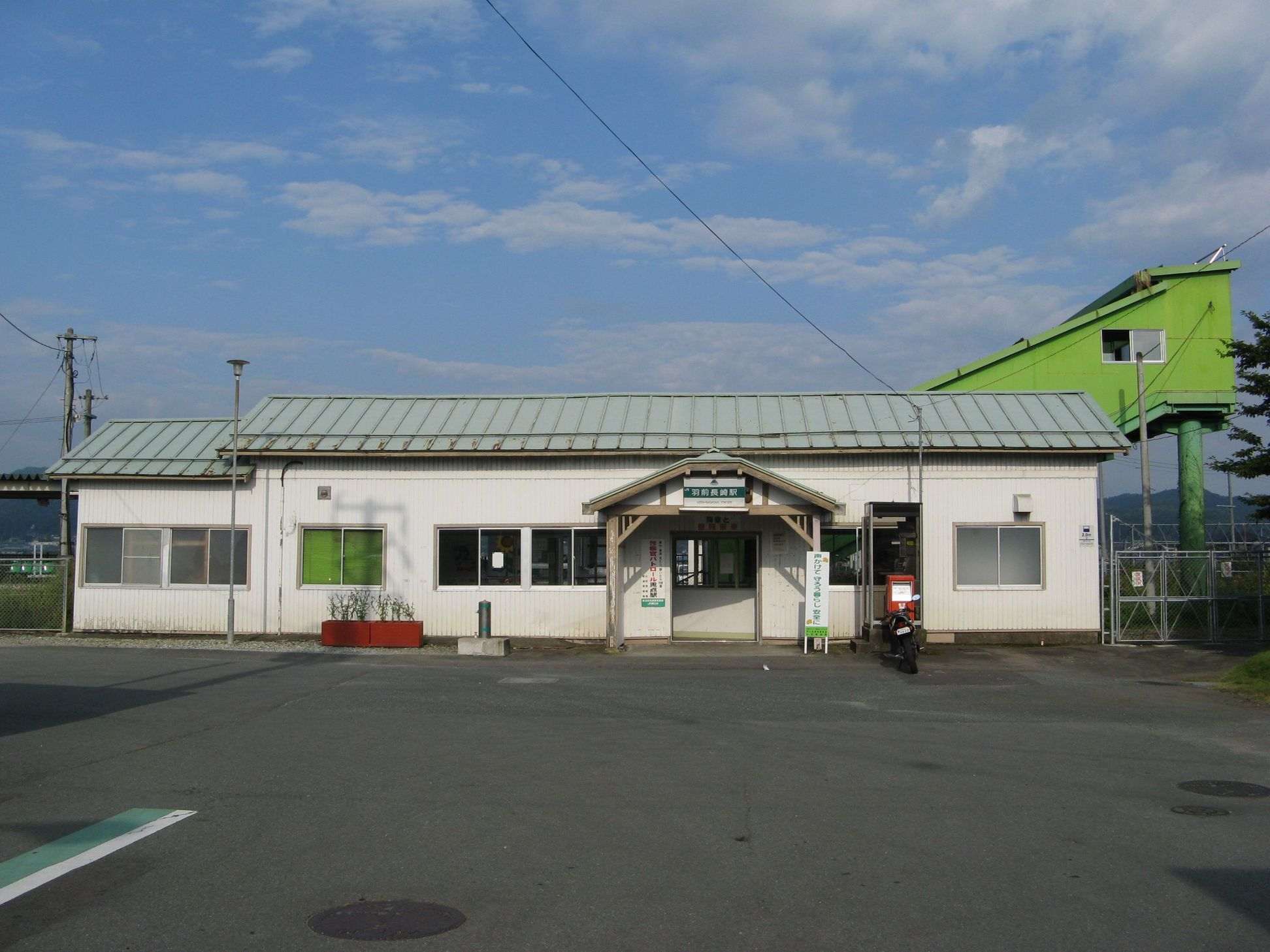
東口旧駅舎（2009年8月）

## 駅構造
かつては島式ホーム1面2線を有する地上駅であったが、2004年（平成16年）に駅西側住民の要望により単式ホーム1面1線（旧上り線・1番線を使用）としたうえで、西口を開発した。この際に東側駅舎内にあった窓口を西側に移転した。寒河江駅の移転工事の際に当駅が暫定的に起終点になったため、東側の構内に作られた簡易給油所があるが、すでに役目を終えた。
寒河江駅管理の簡易委託駅で、簡易Suica改札機と切符を発売する窓口が設置されている。また、東側駅舎内にトイレがある。

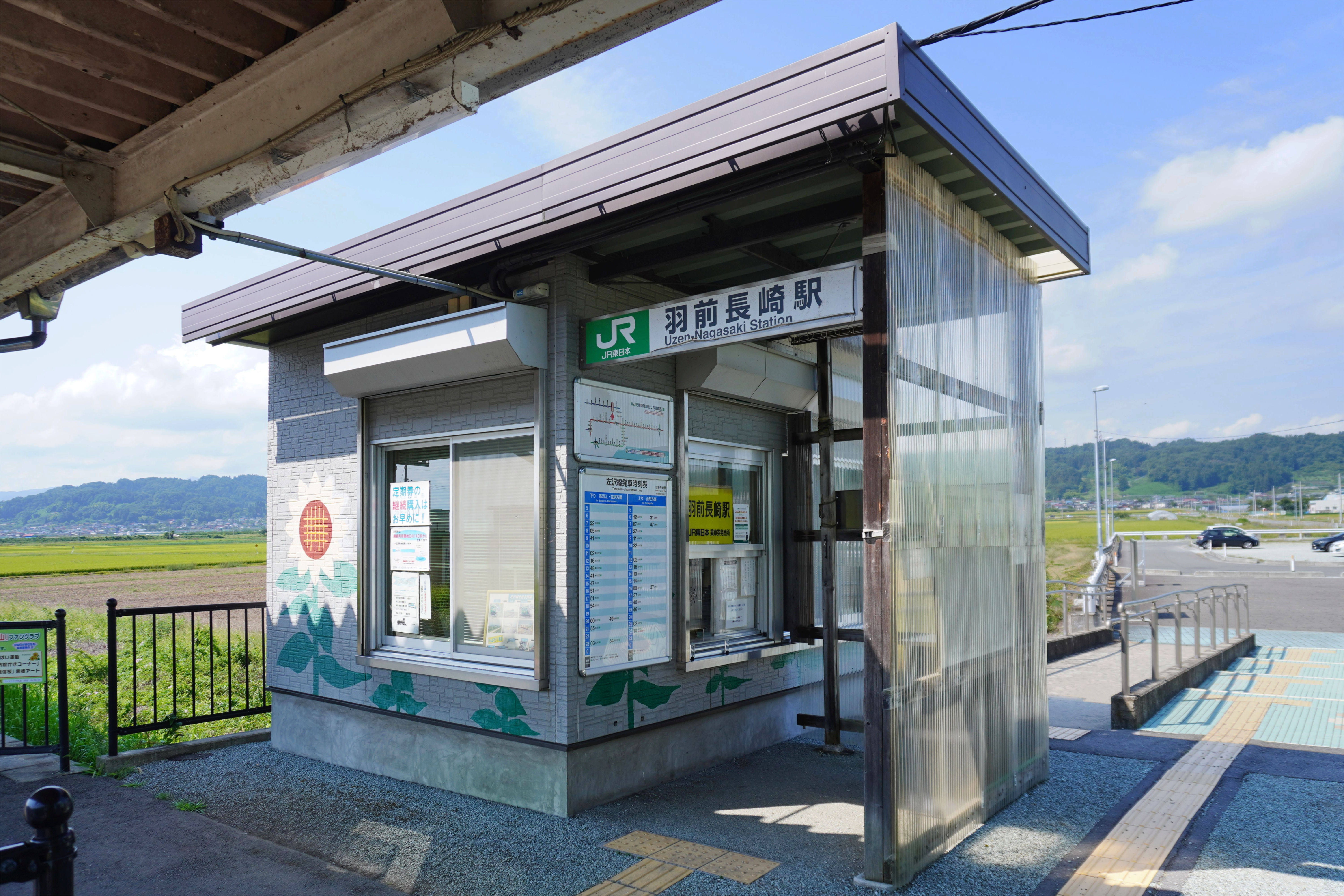
窓口（2023年9月）
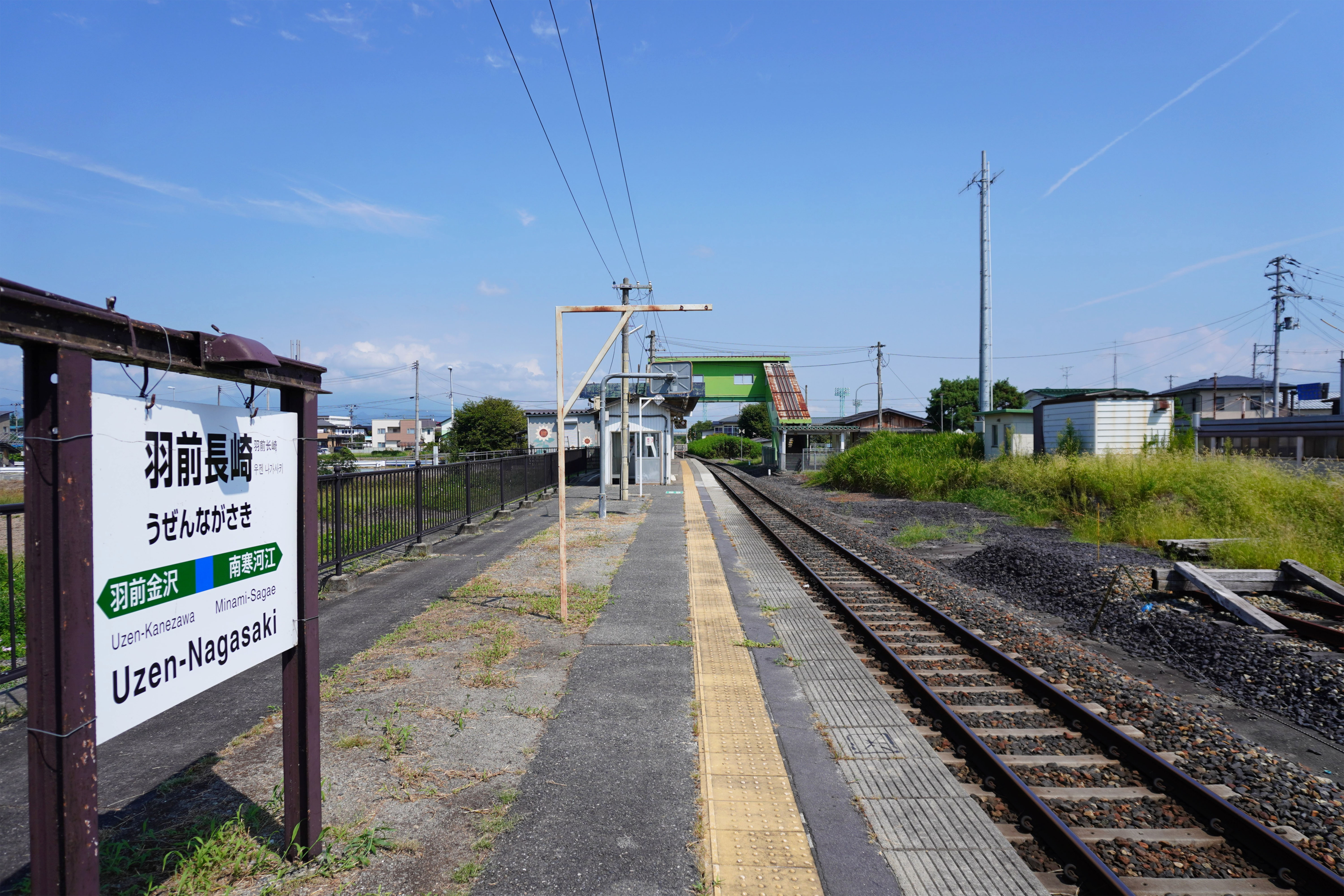
ホーム（2023年9月）

## 利用状況
JR東日本によると、2023年度（令和5年度）の1日平均乗車人員は334人である。
2000年度（平成12年度）以降の推移は以下のとおりである。
| 1日平均乗車人員推移 | 1日平均乗車人員推移 | 1日平均乗車人員推移 | 1日平均乗車人員推移 | 1日平均乗車人員推移 |
| 年度                | 定期外              | 定期                | 合計                | 出典                |
| ------------------- | ------------------- | ------------------- | ------------------- | ------------------- |
| 2000年（平成12年）  |                     |                     | 549                 | [ 利用客数 2 ]      |
| 2001年（平成13年）  |                     |                     | 605                 | [ 利用客数 3 ]      |
| 2002年（平成14年）  |                     |                     | 530                 | [ 利用客数 4 ]      |
| 2003年（平成15年）  |                     |                     | 498                 | [ 利用客数 5 ]      |
| 2004年（平成16年）  |                     |                     | 476                 | [ 利用客数 6 ]      |
| 2005年（平成17年）  |                     |                     | 470                 | [ 利用客数 7 ]      |
| 2006年（平成18年）  |                     |                     | 446                 | [ 利用客数 8 ]      |
| 2007年（平成19年）  |                     |                     | 441                 | [ 利用客数 9 ]      |
| 2008年（平成20年）  |                     |                     | 436                 | [ 利用客数 10 ]     |
| 2009年（平成21年）  |                     |                     | 413                 | [ 利用客数 11 ]     |
| 2010年（平成22年）  |                     |                     | 402                 | [ 利用客数 12 ]     |
| 2011年（平成23年）  |                     |                     | 422                 | [ 利用客数 13 ]     |
| 2012年（平成24年）  | 84                  | 352                 | 436                 | [ 利用客数 14 ]     |
| 2013年（平成25年）  | 74                  | 393                 | 467                 | [ 利用客数 15 ]     |
| 2014年（平成26年）  | 76                  | 342                 | 418                 | [ 利用客数 16 ]     |
| 2015年（平成27年）  | 69                  | 343                 | 412                 | [ 利用客数 17 ]     |
| 2016年（平成28年）  | 73                  | 321                 | 394                 | [ 利用客数 18 ]     |
| 2017年（平成29年）  | 79                  | 324                 | 404                 | [ 利用客数 19 ]     |
| 2018年（平成30年）  | 73                  | 302                 | 376                 | [ 利用客数 20 ]     |
| 2019年（令和元年）  | 73                  | 292                 | 366                 | [ 利用客数 21 ]     |
| 2020年（令和02年）  | 33                  | 258                 | 292                 | [ 利用客数 22 ]     |
| 2021年（令和03年）  | 36                  | 272                 | 308                 | [ 利用客数 23 ]     |
| 2022年（令和04年）  | 49                  | 267                 | 317                 | [ 利用客数 24 ]     |
| 2023年（令和05年）  | 54                  | 279                 | 334                 | [ 利用客数 1 ]      |

## 駅周辺
駅は長崎の中心部（中山町役場）から1キロメートル西側の外れにある。そのため、旧国道112号沿いから山形市中心部や寒河江へは山交バスの利用が多い。
- 中山町立中山中学校
- 中山町立長崎小学校
- 国道112号
- 山形県野球場
- ひまわり温泉 ゆ・ら・ら
- 長崎郵便局
- 中山町役場
- 山形警察署中山駐在所

## 隣の駅
東日本旅客鉄道（JR東日本）
■左沢線
羽前金沢駅 - 羽前長崎駅 - 南寒河江駅

### 記事本文
1. 1 2 3 4  「駅の情報（羽前長崎駅）：JR東日本」東日本旅客鉄道。2024年8月27日時点のオリジナルよりアーカイブ。2024年9月17日閲覧。
2. 1 2 3 4  石野哲 編『停車場変遷大事典 国鉄・JR編』 II（初版）、JTB、1998年10月1日、546頁。ISBN 978-4-533-02980-6。
3. 1 2 3 4 5 6  「山形県の鉄道輸送 (PDF)」『山形県』山形県鉄道利用・整備強化促進期成同盟会、2024年6月、61–62頁。2025年4月8日閲覧。
4. ↑  「日本国有鉄道公示第152号」『官報』1982年3月6日。
5. ↑  「「通報」●左沢線羽前長崎駅ほか1駅の駅員無配置について（旅客局）」『鉄道公報』日本国有鉄道総裁室文書課、1982年3月6日、2面。
6. ↑  「鉄道記録帳2002年2月」『RAIL FAN』第49巻第5号、鉄道友の会、2002年5月1日、24頁。
7. ↑  「山形県のSuica利用がますます便利になります! (PDF)」（プレスリリース）、東日本旅客鉄道東北本部、2023年12月15日。2023年12月15日閲覧。
8. ↑  「山形県におけるSuicaご利用駅の拡大について (PDF)」（プレスリリース）、東日本旅客鉄道仙台支社、2022年7月22日。2022年7月22日閲覧。
9. ↑  「Suicaエリア外もチケットレスで! 東北エリアから「えきねっとQチケ」がはじまります (PDF)」（プレスリリース）、東日本旅客鉄道、2024年7月11日。2024年8月10日閲覧。

### 利用状況
1. 1 2  「各駅の乗車人員 2023年度 101位以下（7）| 企業サイト：JR東日本」東日本旅客鉄道。2025年7月26日閲覧。
2. ↑  「JR東日本：各駅の乗車人員（2000年度）」東日本旅客鉄道。2025年7月26日閲覧。
3. ↑  「JR東日本：各駅の乗車人員（2001年度）」東日本旅客鉄道。2025年7月26日閲覧。
4. ↑  「JR東日本：各駅の乗車人員（2002年度）」東日本旅客鉄道。2025年7月26日閲覧。
5. ↑  「JR東日本：各駅の乗車人員（2003年度）」東日本旅客鉄道。2025年7月26日閲覧。
6. ↑  「JR東日本：各駅の乗車人員（2004年度）」東日本旅客鉄道。2025年7月26日閲覧。
7. ↑  「JR東日本：各駅の乗車人員（2005年度）」東日本旅客鉄道。2025年7月26日閲覧。
8. ↑  「JR東日本：各駅の乗車人員（2006年度）」東日本旅客鉄道。2025年7月26日閲覧。
9. ↑  「JR東日本：各駅の乗車人員（2007年度）」東日本旅客鉄道。2025年7月26日閲覧。
10. ↑  「JR東日本：各駅の乗車人員（2008年度）」東日本旅客鉄道。2025年7月26日閲覧。
11. ↑  「JR東日本：各駅の乗車人員（2009年度）」東日本旅客鉄道。2025年7月26日閲覧。
12. ↑  「JR東日本：各駅の乗車人員（2010年度）」東日本旅客鉄道。2025年7月26日閲覧。
13. ↑  「JR東日本：各駅の乗車人員（2011年度）」東日本旅客鉄道。2025年7月26日閲覧。
14. ↑  「JR東日本：各駅の乗車人員（2012年度）」東日本旅客鉄道。2025年7月26日閲覧。
15. ↑  「各駅の乗車人員 2013年度 ベスト100以外（7）：JR東日本」東日本旅客鉄道。2025年7月26日閲覧。
16. ↑  「各駅の乗車人員 2014年度 ベスト100以外（7）：JR東日本」東日本旅客鉄道。2025年7月26日閲覧。
17. ↑  「各駅の乗車人員 2015年度 ベスト100以外（7）：JR東日本」東日本旅客鉄道。2025年7月26日閲覧。
18. ↑  「各駅の乗車人員 2016年度 ベスト100以外（7）：JR東日本」東日本旅客鉄道。2025年7月26日閲覧。
19. ↑  「各駅の乗車人員 2017年度 ベスト100以外（7）：JR東日本」東日本旅客鉄道。2025年7月26日閲覧。
20. ↑  「各駅の乗車人員 2018年度 ベスト100以外（7）：JR東日本」東日本旅客鉄道。2025年7月26日閲覧。
21. ↑  「各駅の乗車人員 2019年度 ベスト100以外（7）：JR東日本」東日本旅客鉄道。2025年7月26日閲覧。
22. ↑  「各駅の乗車人員 2020年度 101位以下（7）| 企業サイト：JR東日本」東日本旅客鉄道。2025年7月26日閲覧。
23. ↑  「各駅の乗車人員 2021年度 101位以下（7）| 企業サイト：JR東日本」東日本旅客鉄道。2025年7月26日閲覧。
24. ↑  「各駅の乗車人員 2022年度 101位以下（7）| 企業サイト：JR東日本」東日本旅客鉄道。2025年7月26日閲覧。